# ماد در اسکایریم
ماد در اسکایریم به تغییرات ایجاد شده توسط کاربران برای بازی ویدئویی نقش آفرینی فانتزی الدر اسکرولز ۵: اسکایریم اشاره دارد.
اسکایریم یکی از مود شده‌ترین بازی‌های ویدیویی تمام دوران‌ها با بیش از ۶۰۰۰۰ ماد ارسالی در Nexus Mods و ۲۸۰۰۰ مورد در Steam Workshop است. بسیاری از این مادها به دلایل کاربردی از جمله رفع باگ‌های متعدد باقی مانده در بازی توسط شرکت سازنده، افزایش قابلیت‌ها در گیم پلی، بهبود حرکات شخصیت قابل بازی، اضافه کردن ماموریت‌ها و شخصیت‌های جدید و به روزرسانی گرافیک و انیمیشن‌های بازی استفاده می‌شود. از آنجایی که اسکایریم دارای مکانیزم‌های قدیمی است، بسیاری از بازیکنان حتی قبل از اولین تجربه خود از ماد استفاده کنند.
به‌طور معمول تعداد بسیاری از مادهای اسکایریم رایگان هستند. شرکت ولو پس از واکنش شدید طرفداران، از تلاش خود برای اضافه کردن مادهای پولی به این بازی خودداری کرد. این مادها با انتشار نسخه Special Edition بازی به کنسول‌های ایکس باکس وان و پلی استیشن ۴ نیز راه پیدا کردند. همچنین طرفداران این بازی توانستند یک صفحه مادینگ غیررسمی برای نسخه نینتندو سوییچ این بازی ایجاد کنند.

## مادهای محبوب
برخی از ابتدایی‌ترین و متداول‌ترین مادها، پچ‌های غیررسمی اسکایریم هستند که به سادگی تعداد زیادی از باگ‌ها را برطرف می‌کنند. SkyUI ماد بسیار محبوبی است که به‌طور کامل صفحه منوی بازی را برای سهولت استفاده از آن دوباره طراحی می‌کند و همچنین سیستم‌های منو را برای سایر مادها ارائه می‌دهد. یکی دیگر از مادهای محبوب A Quality World Map است که صفحه‌نمایش نقشه بازی را با وضوح بالاتر یا جایگزینی با نقشه کاغذی امکان‌پذیر می‌کند و Realistic Humanoid Movement Speed که سرعت حرکت بازیکن را تنظیم می‌کند تا راه رفتن را سریع‌تر و آهسته‌تر کند.
بسیاری از مادهای اسکایریم محتوای جدیدی را به بازی اضافه می‌کنند. ماد Falskaar شامل یک ماجراجویی در قالب محتوای قابل دانلود با ۲۶ مأموریت دریک قاره جدید است که سازنده آن بعداً توسط Bungie استخدام شد. ماد Beyond Skyrim: Bruma که در ژوئیه ۲۰۱۷ منتشر شد، سرزمین بروما را از بازی الدر اسکورولز ۴: آبلیویئن به همراه چندین مأموریت جدید به بازی اضافه کرد.
اسکایریم دارای یک صفحه مادینگ فعال برای بزرگسالان است که در وب سایت LoversLab قرار دارد و تعداد زیادی از مادهای جنسی به همراه عضویت بیش از ۱٫۵ میلیون نفر کاربر را شامل می‌شود. مالک آن Ashal، یک الگوی ماد برای بازی ایجاد کرد که با نام SexLabs شناخته می‌شود که با ارائه هزاران انیمیشن و عملکردهای اساسی در بازی، مادهایی با مضامینن بزرگسالانه ایجاد کرد. در حالی که این مادها تا حد زیادی در محدوده شهوانی معمولی قرار دارند، شامل پیچیدگی‌های متعددی مانند بی دی اس ام نیز می‌شوند که برخی دارای داستان‌های معناداری هستند. بسیاری از این مادسازان ناشناس باقی می‌مانند، چرا که بیان تمایلات جنسی در ملاء عام یا در رسانه‌ها تا حد زیادی تابو محسوب می‌شود. همچنین خط‌مشی‌های ضعیف این سایت، انتشار محتوای بحث‌برانگیز و آزاردهنده را مجاز می‌سازد، اگرچه انتشار مادهای حاوی پدوفیلی مطلقاً ممنوع می‌باشد.
چندین پروژه به دنبال ساخت بازی‌های جدید با استفاده از اسکایریم به عنوان منبع در نظر گرفته شد. Enderal، دنباله‌ای بر ماد آبلیویئن با عنوان Nehrim: At Fate's Edge یک نمونه اولیه از این پروژه‌ها بود که دارای داستانی تاریک تر از اسکایریم است و با استقبال طرفداران مواجه شد. The Forgotten city یک ماجراجویی متمرکز بر روایت است که به عنوان یک ماد در سال ۲۰۱۵ به وجود آمد، اما قبل از اینکه به عنوان یک بازی مستقل بازسازی شود به Ancient Roman aesthetic تغییر یافت. نسخه نهایی بازی با استفاده از موتور آنریل انجین و برای پی سی و نینتندو سوییچ در سال ۲۰۲۱ منتشر شد.

## کریشن کلاب
در سال ۲۰۱۷، بتسدا کریشن کلاب (Creation Club) را برای بازی‌های فال اوت ۴ و اسکایریم معرفی کرد که در آن بازیکنان برای محتوای جدید پول پرداخت می‌کردند، برخی از آن‌ها توسط طرفدارانی ساخته می‌شد که توسط بتسدا برای این کار پاداش دریافت می‌کردند. این موضوع توسط برخی از منتقدان با مادهای پولی مقایسه شد، اگرچه بتسدا برای جلوگیری از واکنش منفی آنها را چنین توصیف نکرد. به مناسبت دهمین سالگرد انتشار اسکایریم نسخه Anniversary Edition در نوامبر ۲۰۲۱ منتشر شد که شامل ۴۸ آیتم قدیمی کریشن کلاب و ۲۶ آیتم جدید بود.

## جنجال‌ها
در سال ۲۰۱۵، شرکت ولو ویژگی مادهای پولی را برای استیم با تأکید ویژه بر روی مادهای اسکایریم معرفی کرد که واکنش شدید طرفداران و جمع‌آوری بیش از ۱۳۰۰۰۰ امضا در یک طومار جهت مخالفت با آن را به همراه داشت. با گذشت یک هفته، این شرکت تصمیم خود را تغییر داد و اظهار داشت که جامعه مادینگ قدیمی در اسکایریم مکان مناسبی برای بیان این موضوع نیست.
بحث دیگری در رابطه با مادهای اسکایرم در سال ۲۰۲۱ رخ داد، که در آن Nexus Mods اظهار داشت که دیگر اجازه نمی‌دهد که مادهای قدیمی‌تر پس از مهلت ۳۰ روزه از وب‌سایت خود حذف شوند تا از مشکلات مربوط به آنها جلوگیری کنند.
این امر منجر به خروج بسیاری از مادسازان از Nexus Mods قبل از پایان دوره مهلت به سایت‌های دیگر شد. Arthmoor، یکی از محبوب‌ترین مادسازهای این بازی، به سایت AFK Mods نقل مکان و استدلال کرد که یک مادساز حق قانونی برای حذف محتوای خود در این سایت را دارد.